# Panjak
Panjak (cyr. Пањак) – wieś w Serbii, w okręgu zlatiborskim, w mieście Užice. W 2011 roku liczyła 84 mieszkańców.